# داویده ربلین
داویده ربلین (۹ اوت ۱۹۷۱ – ۳۰ نوامبر ۲۰۲۲) رکابزن حرفه‌ای ایتالیایی بود که در رشتهٔ دوچرخه‌سواری جاده فعالیت می‌کرد. او در میان هم‌نسلان خود یکی از بهترین متخصصان رقابت‌های کلاسیک بود و در بیش از پنجاه مسابقهٔ کلاسیک، جزء ده نفر برتر بود.
بهترین عملکرد ربلین در فصل ۲۰۰۴ بود که سه‌گانهٔ مسابقه طلایی آمستل، لافلش والونی و لیژ–باستون–لیژ را فتح کرد. همچنین در رقابت‌های مرحله‌ای مانند پاریس–نیس و تیرنو–آدریاتیکو پیروز شد و یک پیروزی مرحله‌ای در جیرو دیتالیا کسب کرد.
ربلین به دلیل استفاده از مادهٔ ممنوعهٔ میرسرا در بازی‌های المپیک تابستانی ۲۰۰۸ دو سال محروم شد.

## دوران فعالیت حرفه‌ای
ربلین در سن بونیفاچو در استان ورونا زاده شد و در سال ۱۹۹۲ فعالیت حرفه‌ای خود را آغاز کرد. در سال‌های نخست فعالیت خود، عملکرد قدرتمندی داشت و توجه دنیای دوچرخه‌سواری را به خود جلب کرد. در جیرو دیتالیای ۱۹۹۶ با پیروزی در مرحلهٔ هفتم، رهبر رده‌بندی اصلی شد و پیراهن صورتی را برای شش روز به تن داشت. در پایان جیرو در رتبهٔ ششم قرار گرفت.

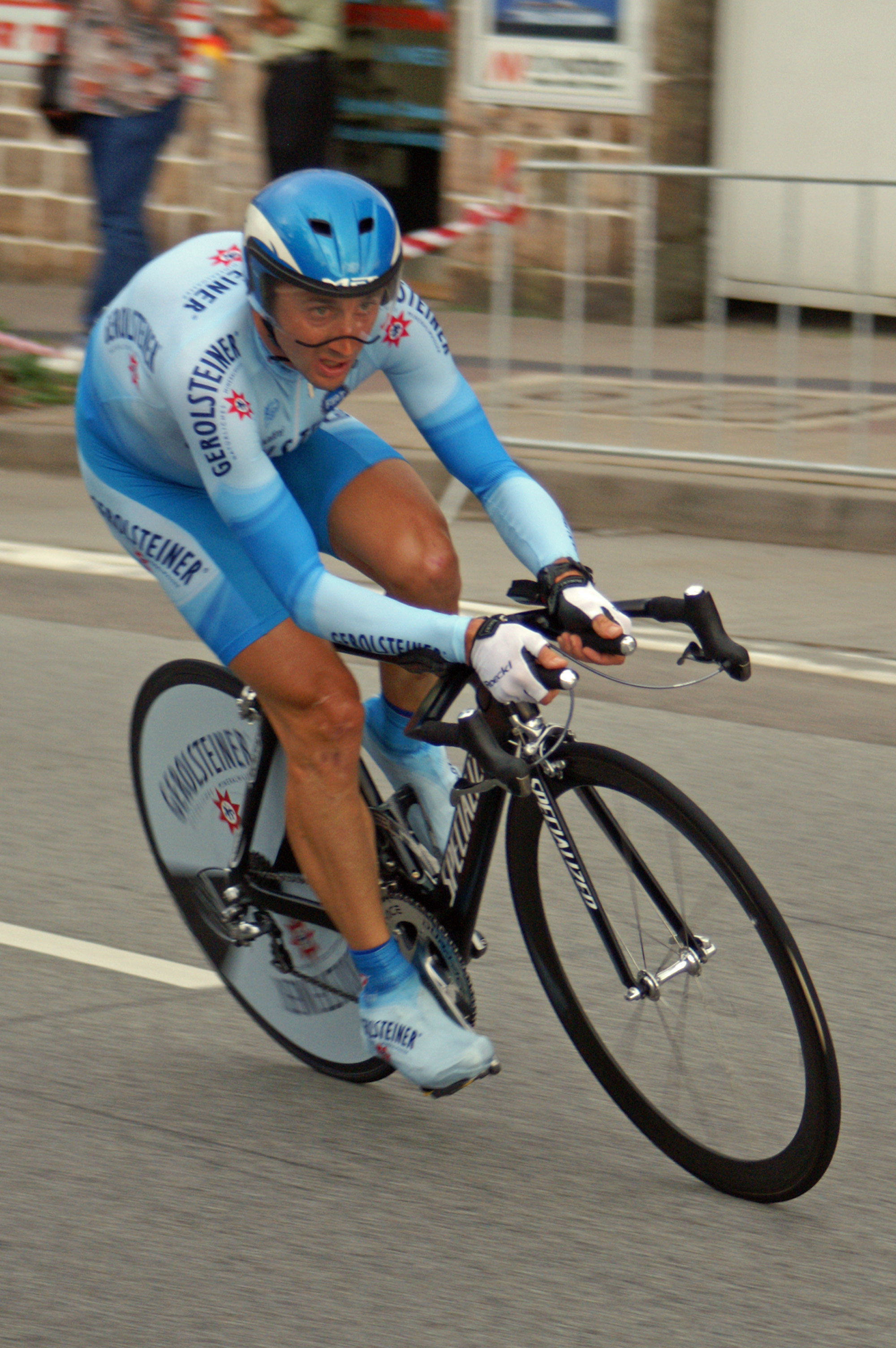
ربلین در سال ۲۰۰۶

در سال ۱۹۹۷ در کلاسیک سن سباستین و تور دوچرخه‌سواری زوریخ (که در آن زمان به نام جایزه بزرگ سوئیس شناخته می‌شد) به پیروزی رسید. در سال‌های بعد نیز در چند مسابقهٔ کلاسیک ایتالیا مانند تور ونتو و سه درهٔ وارزه برنده شد. در سال ۲۰۰۱ برندهٔ رقابت مرحله‌ای تیرنو–آدریاتیکو شد.
در فصل ۲۰۰۴ در هفت مسابقه به پیروزی رسید که شامل پیروزی غیرمنتظره در سه مسابقهٔ کلاسیک آردن یعنی مسابقه طلایی آمستل، لافلش والونی و لیژ–باستون–لیژ بود. تنها یک رکابزن به نام فیلیپ ژیلبر توانست این موفقیت را تکرار کند. ربلین در چند مسابقهٔ مهم دیگر مانند پاریس–نیس و کلاسیک سن سباستین نیز روی سکو رفت.
در سال ۲۰۰۵ ربلین نتوانست موفقیت‌های ۲۰۰۴ را تکرار کند، ولی در چند مسابقه از جمله تور باسک و لافلش والونی روی سکو ایستاد. در سال ۲۰۰۷ رهبر مسابقهٔ پاریس–نیس بود تا این که در مرحلهٔ پایانی، آلبرتو کونتادور جای او را در صدر گرفت و ربلین دوم شد. سپس در مسابقه طلایی آمستل دوم شد و قهرمانی لافلش والونی را کسب کرد.
در آغاز فصل ۲۰۰۸ ربلین برندهٔ پاریس–نیس شد. سپس در تور اوت وار پیروز شد و قدرت خود در مسابقات کلاسیک را با نایب قهرمانی در لیژ–باستون–لیژ نشان داد. در بازی‌های المپیک تابستانی ۲۰۰۸ ربلین جزئی از گروه پیشتاز شش نفره مسابقهٔ استقامت جاده بود و برندهٔ مدال نقرهٔ شد. ولی پس از تأیید دوپینگ او توسط کمیته بین‌المللی المپیک مدلاش پس گرفته شد.
در ۲۸ آوریل ۲۰۱۵ ربلین در ۴۳ سالگی برندهٔ مهم‌ترین مرحلهٔ تور دوچرخه‌سواری ترکیه شد و رکابزنانی را که بیست سال جوان‌تر از او بودند، شکست داد. او پیراهن رهبری مسابقه را به دست آورد؛ ولی آن را در مرحلهٔ ششم از دست داد و در مرحلهٔ پایانی به دلیل برخورد به یک سگ، وادار به کناره‌گیری شد.
در سال ۲۰۱۷ ربلین در سه مسابقه از جمله مرحله‌ای از تور ایران آذربایجان پیروز شد.

## دوپینگ
در آوریل ۲۰۰۹ کمیته بین‌المللی المپیک اعلام کرد نمونهٔ دوپینگ شش ورزشکار در بازی‌های المپیک ۲۰۰۸ مثبت بوده‌است. سپس کمیتهٔ المپیک ایتالیا تأیید کرد که نمونهٔ دوپینگ یک دوچرخه‌سوار مرد ایتالیایی در مسابقهٔ استقامت جاده مثبت بوده‌است. روز بعد، ۲۹ آوریل ۲۰۰۹ آن‌ها تأیید کردند که نمونه مربوط به ربلین بوده‌است. مدیر برنامهٔ ربلین درخواست بررسی نمونهٔ بی را داد که آن نیز مثبت اعلام شد؛ بنابراین کمیته المپیک ایتالیا او را به دادگاه کشاند و درخواست دوازده ماه حبس و پرداخت ۵۰۰ هزار یورو جریمه کرد. البته در سال ۲۰۱۵ دادگاهی در پادوا حکم داد که ربلین مرتکب عمل مجرمانه‌ای نشده‌است.

## نتایج در گرند تورها
| گرندتور | ۱۹۹۴   | ۱۹۹۵ | ۱۹۹۶ | ۱۹۹۷ | ۱۹۹۸ | ۱۹۹۹   | ۲۰۰۰ | ۲۰۰۱   | ۲۰۰۲   | ۲۰۰۳   | ۲۰۰۴   | ۲۰۰۵ | ۲۰۰۶   | ۲۰۰۷   | ۲۰۰۸   |
| ------- | ------ | ---- | ---- | ---- | ---- | ------ | ---- | ------ | ------ | ------ | ------ | ---- | ------ | ------ | ------ |
| جیرو    | ناتمام | —    | ۶    | —    | —    | ناتمام | ۲۰   | ناتمام | ناتمام | —      | ناتمام | —    | ناتمام | ناتمام | ناتمام |
| تور     | —      | —    | —    | ۵۸   | —    | —      | —    | —      | —      | ناتمام | —      | —    | —      | —      | —      |
| ووئلتا  | —      | —    | —    | —    | —    | —      | —    | —      | —      | —      | —      | —    | ناتمام | ناتمام | ناتمام |